# Шерль, Август
Август Хуго Фридрих Шерль (нем. August Scherl; 24 июля 1849 — 18 апреля 1921) – немецкий газетный магнат.

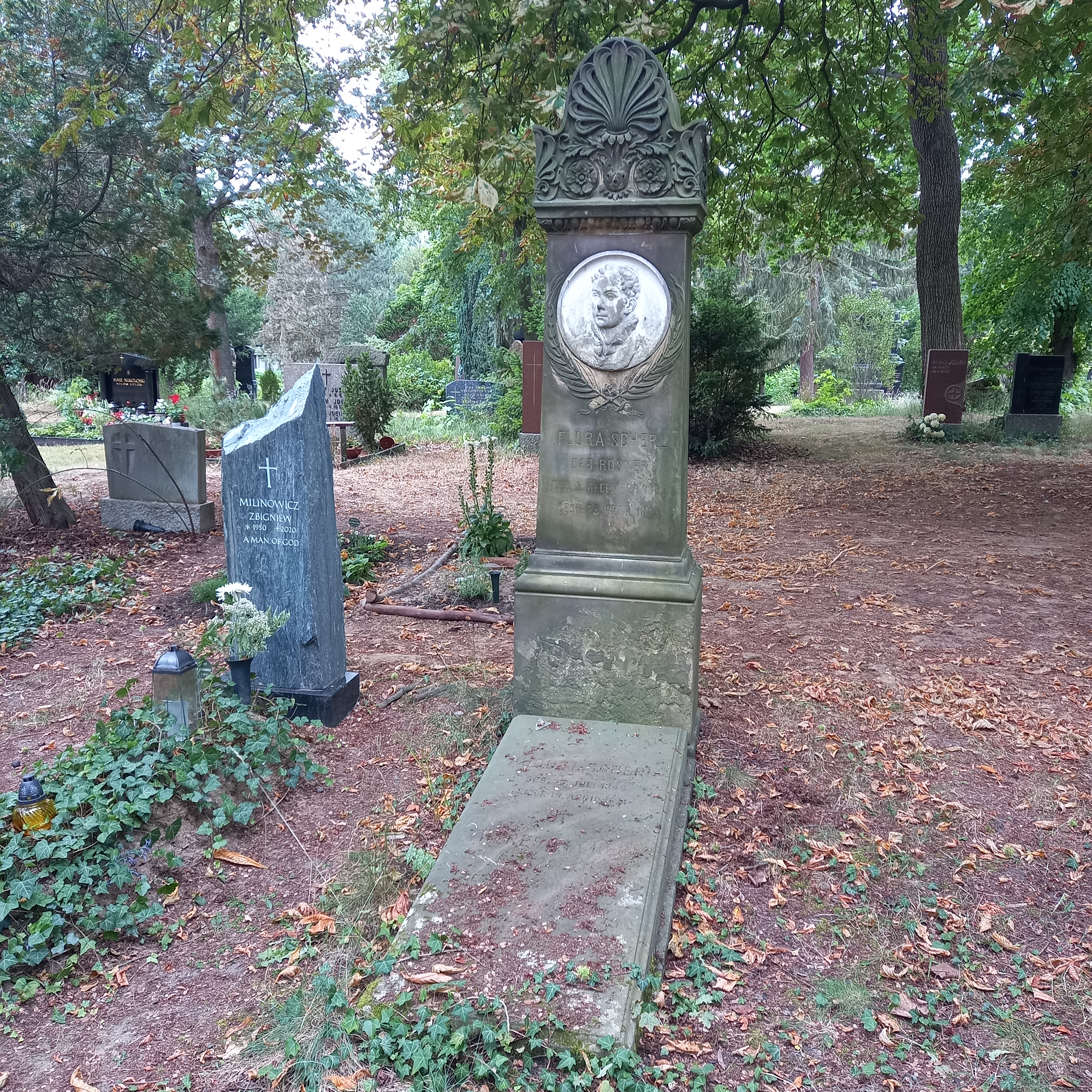
Могила А.Шерля

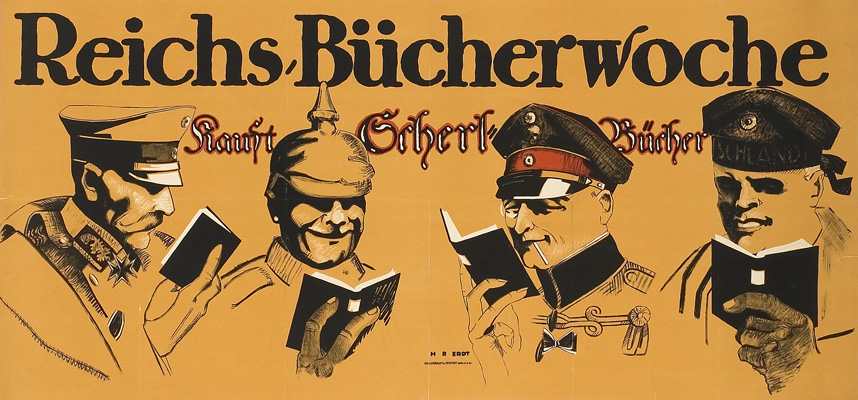
Рекламный плакат 1915/1916 худ. Ганса Руди Эрдта

Основатель в 1883 году огромного газетно-издательского концерна в Берлине, который с 1900 года носил название August Scherl Verlag . Был редактором берлинского рекламного агентства (Berliner Lokal-Anzeiger ) с ноября 1883 года, его издательство начало издавать еженедельный журнал Die Woche (Неделя) в 1899 году. В 1904 году организовал издание популярного журнала Die Gartenlaube. В результате его издательство имело самый большой тираж в Германии в то время. Издательство «Шерль» было вторым по величине немецким информационным агентством «Телеграфен-Унион». Концерн Шерля издавал газеты крайне реакционного направления. Наиболее известные издания: газеты «Локаль-Анцейгер» и «Таг», журналы «Ди Boxe» и «Гартенлаубе».
Шерль также принимал активное участие в театральных и лотерейных проектах, участвовал в создании  гироскопной монорельсовой дороги . Эти дорогостоящие проекты не имели коммерческого успеха, поэтому он продал свои доли в Немецкой ассоциации издателей ( Deutscher Verlagsverein ) и покинул ее в 1914 году. Концерн перешёл в 1916 году в руки А. Гугенберга.
Похоронен на Луизенштадтском кладбище.

## Источник
- Шерль, Август // Большая советская энциклопедия : [в 66 т.] / гл. ред.  О. Ю. Шмидт. — 1-е изд. — М. : Советская энциклопедия, 1926—1947.